# Рафаел Бріту
Рафаел Алешандре де Соуза Ганшу де Бріту (порт. Rafael Alexandre de Sousa Gancho de Brito, нар. 19 січня 2002, Алмада, Португалія) — португальський футболіст, опорний півзахисник клубу «Каза Піа».

## Ігрова кар'єра

### Клубна
Рафаель Бріту є вихованцем клубної академії столичної «Бенфіки». З 2019 року футболіст почав виступати за другий склад «Бенфіка Б», з якою в сезоні 2019/20 дістався фіналу Юнацької ліги УЄФА.
Влітку 2022 року Бріту був відправлений в оренду до «Марітіму» до кінця сезону. 4 вересня футболіст дебютував у вищому дивізіоні Португалії.
1 липня 2023 року стало відомо, що Бріту переходить до клубу Прімейри «Каса Піа». При цьому «Бенфіка» зберегла 50 % прав на свого вихованця.

### Збірна
В складі юнацької збірної Португалії (U-17) Рафаель Бріту двічі брав участь у юнацькому чемпіонаті Європи — у 2018 та 2019 роках.

## Досягнення
Бенфіка
- Фіналіст Юнацької ліги УЄФА: 2019/20